# Leopold I.
Leopold I. (9. června 1640 Vídeň – 5. května 1705 Vídeň) původem z dynastie Habsburků, čtvrtý syn císaře a krále Ferdinanda III. a jeho první manželky Marie Anny Španělské. Leopold byl v letech 1658–1705 císařem Svaté říše římské a v letech 1657–1705 králem českým a uherským, markrabětem moravským atd.

## Leopoldova výchova
Narodil se ve Vídni jako syn císaře Ferdinanda III. a jeho manželky Marie Anny Španělské. 
V nástupnické linii byl Leopold až na druhém místě, po svém starším bratru Ferdinandovi IV. Leopold měl jako budoucí duchovní následovat kariéru svého strýce, arcivévody Leopolda Viléma, který byl biskupem a velmistrem Řádu německých rytířů. V roce 1654 však Ferdinand IV. náhle zemřel (ještě před nástupem k samostatné vládě) a pro Leopolda se rázem otevřela cesta na trůn. Kvůli tomu muselo dojít i ke změně zaměření výchovy a studia mladého arcivévody. Do popředí se dostaly hodiny politiky, historie, diplomacie a ustoupit musely teologie, morálka a církevní hudba.
V roce 1650 se císař Ferdinand III. rozhodl zřídit Leopoldovi malý dvůr sestavený z mladých šlechticů. Úkolem pověřil hraběte z Lamberku, kterého jmenoval nejvyšším Leopoldovým hofmistrem. Do funkce komorníka arcivévody byl jmenován Humprecht Jan Černín z Chudenic.

## Leopoldovy korunovace
Otec mu ještě během svého života zajistil uherský a český trůn (Leopoldova uherská korunovace se konala 27. června 1655, česká 14. září 1656).
Neúspěchem však skončila Ferdinandova snaha zajistit Leopoldovi korunu římského krále a zabezpečit mu tak nástupnictví v císařské hodnosti. Proti tomu vystoupila především Francie, která měla zájem na omezení vlivu Habsburků v říši. Dalšími protivníky se stali Švédové a duchovní kurfiřti.
Zápas o římský trůn po smrti Ferdinanda III. v letech 1656–1658 byl Leopoldovou první samostatnou akcí na evropské politické scéně. Po skoro ročním vyjednávání (byla to vůbec nejdelší volba římského krále) skončil jeho vítězstvím. Francouzi sice nenašli protikandidáta, ale ovlivňovali na dvorech rýnských kurfiřtů sestavení Leopoldovy volební kapitulace. Obsahovala například článek, který Leopoldovi zakazoval podporu Španělů v jižním Nizozemí a severní Itálii. S tím musel nakonec Leopold I. souhlasit, pokud chtěl být zvolen. Současně si Francie svou spoluúčastí na vytvoření tzv. Rýnského spolku zabezpečila vliv na vnitřní záležitosti říše.
Dne 18. července 1658 byl Leopold I. ve Frankfurtu nad Mohanem nakonec zvolen římským králem a 1. srpna tam byl také v dómu sv. Bartoloměje korunován císařem.

## Vláda Leopolda I.

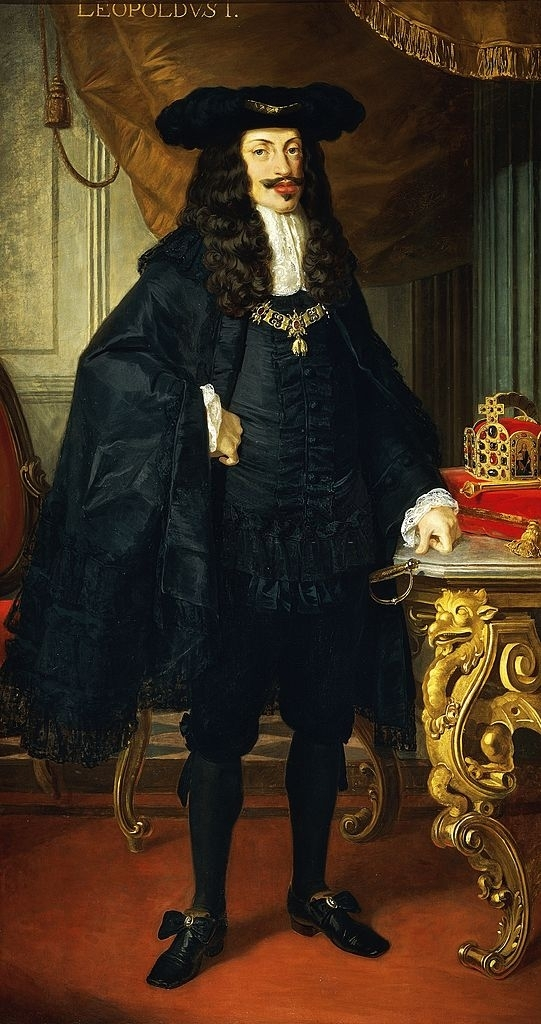
Leopold I.

V politice nepříliš zběhlý Leopold zprvu přenechal státní záležitosti zkušeným poradcům. Zpočátku jmenoval prvním ministrem svého někdejšího vychovatele Porziu. Následovali Johann Weikhard kníže z Auerspergu (1615–1677) a předseda dvorní rady Václav Eusebius kníže z Lobkovic (1609–1677). Auersperg byl roku 1669 jako hlavní ministr sesazen. V roce 1674 byl zbaven své funkce také kníže Lobkovic. Oba totiž bez vědomí císaře budovali kontakty s Francií.

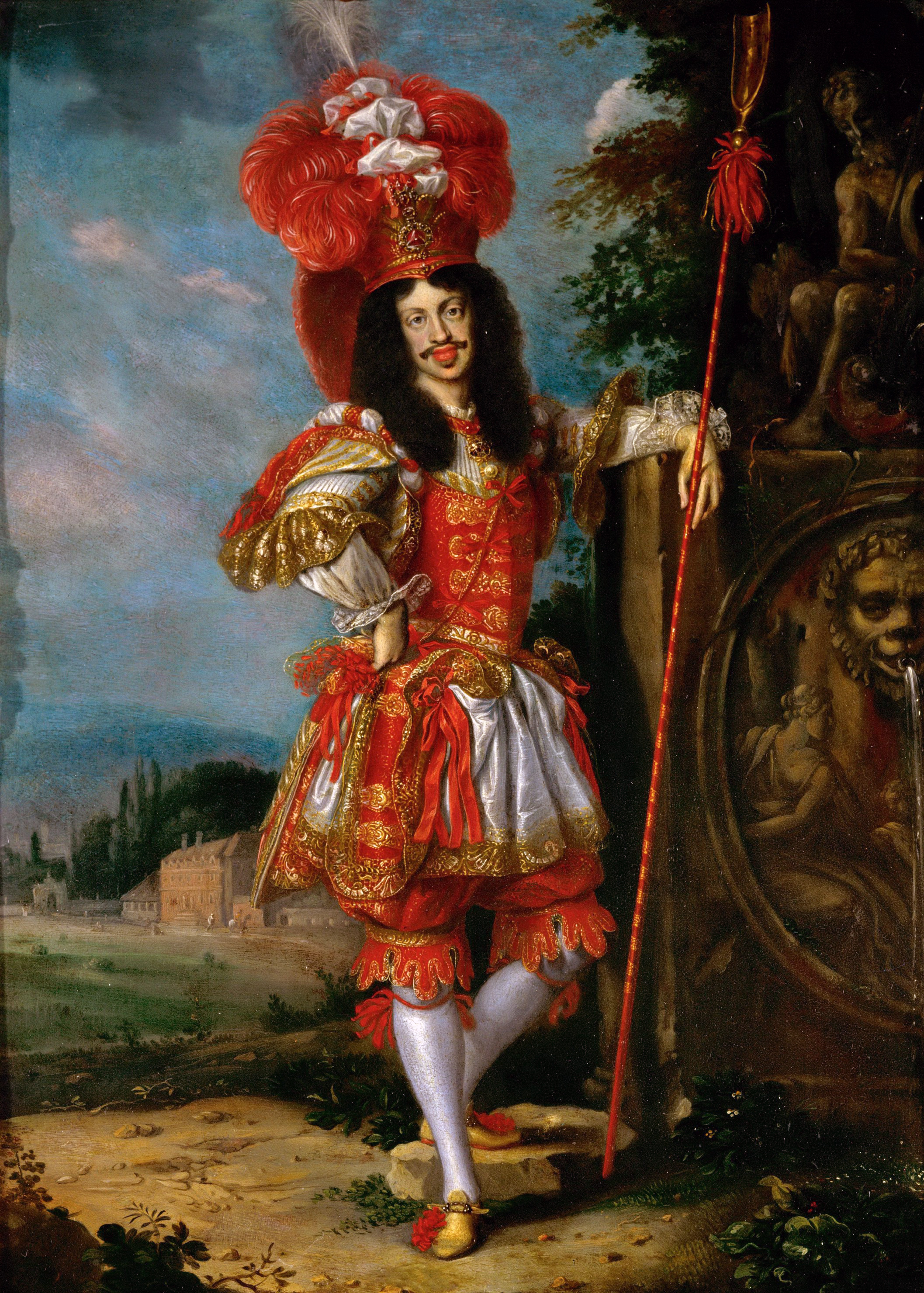
Leopold I. v divadelním kostýmu

Od onoho okamžiku určoval císař směr politiky sám. Funkci hlavního ministra zrušil. Kancléř Johann Paul Hocher (1616–1683) a jeho nástupci byli zástupci měšťanstva. Významný diplomatický pomocník v politice proti Francii byl Franz von Lisola. Neustálým problémem císařství ovšem byla finanční situace. Předseda dvorské komory Jiří Ludvík ze Sinzendorfu byl zbaven funkce kvůli zpronevěře. Stabilizace financí bylo dosaženo za Gundakera hraběte ze Starhembergu. V říšské politice hráli významnou roli v pozadí říšský vicekancléř Leopold Vilém z Königsegg-Rothenfelsu a před ním Wilderich von Walderdorff. Jelikož se Tajná rada kvůli značnému počtu členů stala víceméně nefunkční, nechal Leopold zřídit, jako převážně vněpolitické poradní grémium, tajnou konferenci.
Za panování Leopolda došlo k vybudování císařských vyslanectví u dvorů nejvýznamnějších říšských stavů a říšských okresů. Významnou úlohu hráli císařský vrchní komisař a rakouské vyslanectví při říšském sněmu. Pozitivní bylo také to, že Říšská dvorská kancelář a Rakouská dvorská kancelář spolu již dříve spolupracovaly a neztrácely tudíž čas boji o kompetence.
Po vypuknutí habsbursko-turecké války roku 1663 vpadli na slabě bráněnou Moravu Turci a jejich krymskotatarští spojenci a do otroctví tehdy odvlekli tisíce lidí.

### Nepokoje v Čechách

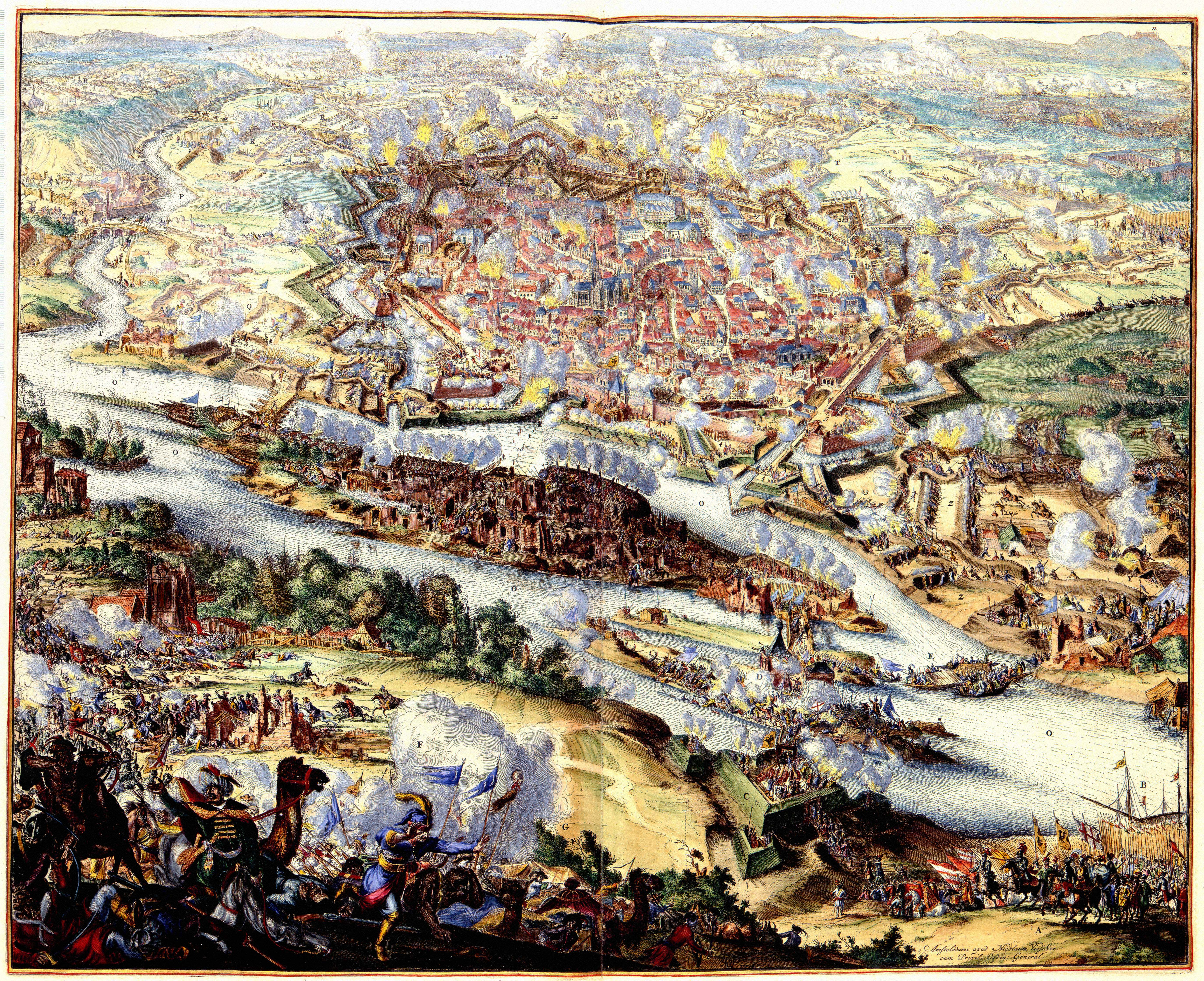
Bitva u Vídně roku 1683 ukončila tureckou expanzi do střední Evropy

Čechy byly zatíženy vysokými daněmi z Vídně. Ty přecházely z majitelů půdy na sedláky. K tomu udeřila velká epidemie moru, která si vyžádala na 100 tisíc obětí, a tvrdá rekatolizační politika. Když roku 1679 přijel císař do Čech, aby unikl před morovou epidemií ve Vídni, bylo mu předáno mnoho proseb a stížností. Po císařově odjezdu ze země bylo několik stěžovatelů zatčeno. Všechny tyto události v březnu 1680 vyústily v selské povstání, které zachvátilo rozsáhlá území Čech. Teprve koncem května byl za použití násilí znovu nastolen provizorní klid. Mnoho účastníků povstání bylo popraveno nebo odsouzeno k nuceným pracím či k žaláři.
Na druhou stranu ovšem císař Leopold roku 1680 reagoval vydáním prvního robotního patentu pro Čechy (Pardubitzer Pragmatica), kterým definoval vztah mezi poddanými a vrchností. Jedním z nařízení bylo omezení zatížení robotou na tři dny v týdnu. Výnos však byl českými pány často porušován, a již od roku 1680 docházelo k dalším nepokojům.
Z ekonomického hlediska nebyla jeho vláda příliš úspěšná, zvláště se zde projevily vysoké výdaje na vojenské účely v době válek, které značně přetěžovaly rozpočet státní pokladny. Celkově se Habsburská monarchie za vlády Leopolda potýkala s množstvím vnějších i vnitřních problémů. V letech 1678–1696 došlo k čarodějnickým procesům na losinském panství na Moravě.
Neustálé války s Francií a Tureckem jej nutily udržovat obrovskou armádu, která roku 1683 spolu se spojenci porazila Osmanské Turky v druhé bitvě u Vídně (1683) a pak je po sérii dalších drtivých vítězství, z nichž nejvýznamnější byly bitva u Nagyharsány (1687) a bitva u Zenty (1697) vytlačila na Balkán.
Jedním z hlavních problémů monarchie byla nestabilní situace v Uhrách, zejména v jejich západní a severní části, které nebyly obsazeny Turky. Tamější šlechta během Leopoldovy vlády několikrát povstala a spojence nacházela v sedmihradských knížatech a nezřídka také v Turcích.
Leopold nebyl rozeným vojevůdcem a nikdy nevedl vojska osobně, přesto velkou část svého života věnoval vedení válek. První z nich byla se Švédskem, jehož král Karel X. našel spojence v sedmihradském knížeti Jiřím II. Rákóczim, odbojném vazalovi uherské koruny. Císař do svých služeb prozíravě přijal prince Evžena Savojského, kterého předtím odmítl francouzský král. Ani tento muž svými tělesnými proporcemi nepůsobil jako voják, přesto se svými úspěchy jako vojevůdce stal jedním z nejvýznamnějších v tehdejší Evropě.
Po smrti španělského krále Karla II. Leopold odmítl akceptovat jako jeho nástupce Filipa z Anjou, neboť nárokoval španělský trůn pro svého syna Karla, což vedlo k válkám o dědictví španělské, největšímu ozbrojenému konfliktu první poloviny 18. století.
Jestliže Leopold po prvních letech určoval směřování politiky víceméně sám, podařilo se „válečné straně“ (Kriegspartei) kolem Evžena Savojského a pozdějšího císaře Josefa I. zatlačit Leopolda v posledních letech daleko do pozadí.
Jeho životní heslo znělo: consilio et industria = radou a pílí [k svému cíli]

## Střety s Francií
Na západě, kde se monarchie srážela s rozpínavostí Francie, zaznamenal císař méně úspěchů než při bojích s Turky. Monarchie se v 70. letech 17. století po boku Nizozemska, Španělska, Lotrinska a některých německých států zapojila do války proti Francii a jejímu spojenci Švédsku. Mír, uzavřený roku 1679, vyzněl ve prospěch Francie a znamenal pro ni územní zisky na úkor rakouských Habsburků.
Až Devítiletá válka (1688–1697 též zvaná válka Augšpurské ligy nebo válka o falcké dědictví či válka Velké aliance) a následný mír z Rijkswijku (1697) vrátil Leopoldovi I. jeho územní ztráty z předcházejícího střetu. K dalšímu boji s Francií došlo na sklonku Leopoldovy vlády.
Po smrti španělského krále Karla II.(Vzdálený bratranec Leopolda II).Leopold odmítl akceptovat jako jeho nástupce Filipa z Anjou, neboť nárokoval španělský trůn pro svého syna Karla, což vedlo k největšímu ozbrojenému konfliktu první poloviny 18. století, válkám o dědictví španělské.
Navzdory některým dílčím neúspěchům Leopoldovy vlády vstoupila habsburská monarchie za jeho panování mezi skutečné evropské velmoci. Leopold I. Habsburský byl druhým nejdéle vládnoucím panovníkem v Čechách a v Uhersku (vládl 48 let). Po smrti byl pochován pod skvostným barokním náhrobkem v habsburské kapucínské kryptě ve Vídni, na kterém je latinský text. Jeho český překlad zní: První mezi císaři, jenž dosáhl tolika podivuhodných vítězství a samotné Turky donutil prosit o mír; odpočívá v této rakvi, Leopold, se souhlasným nadšením celého světa zvaný Veliký. Zemřel roku 1705, 5. dubna, ve věku 65 let. V textu je datum úmrtí i věk uveden chybně. Ve skutečnosti zesnul 5. května ve věku 64 let.

## Stavební plány, podpora vědy a umění

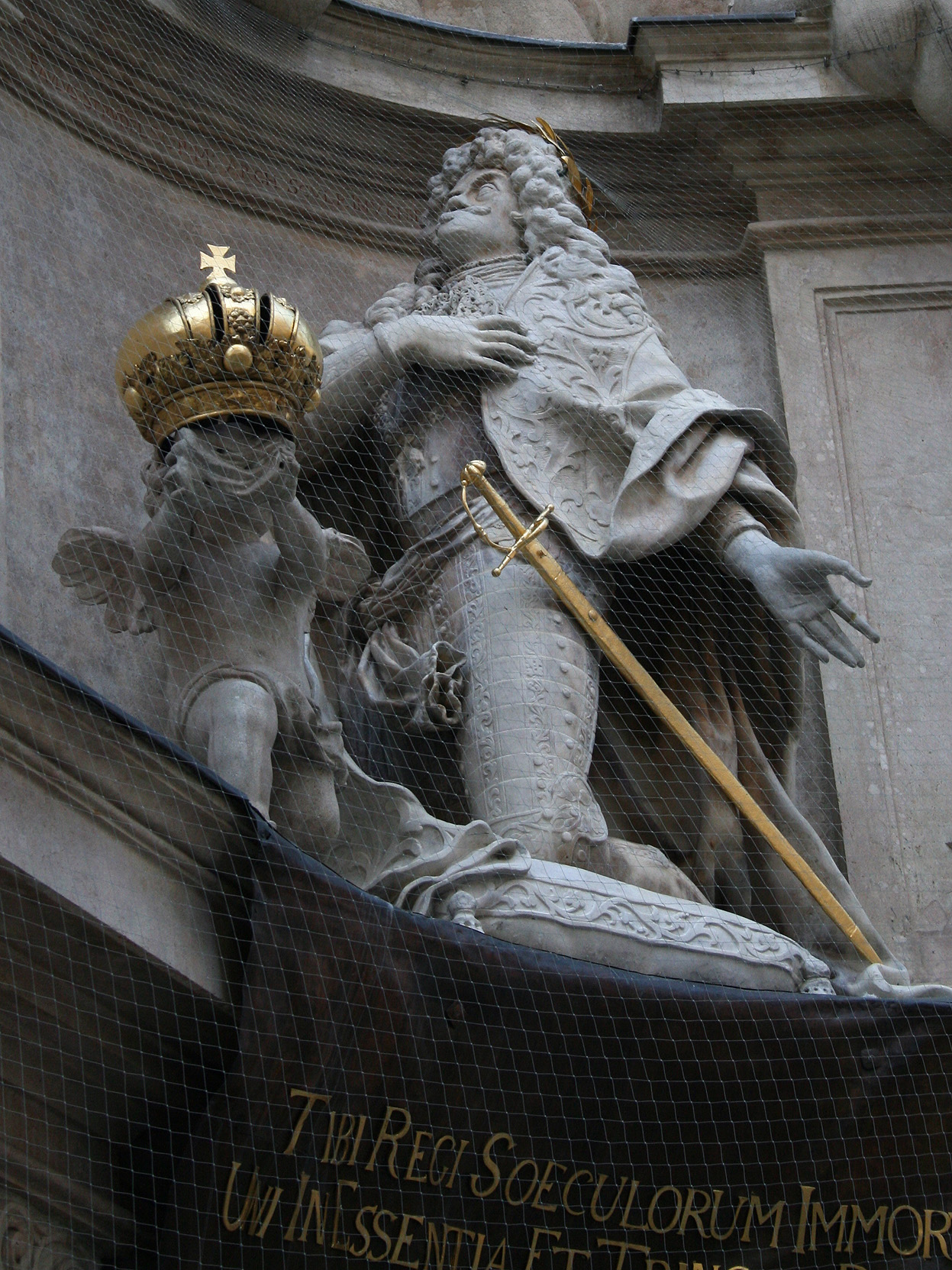
Socha Leopolda I. na Vídeňském morovém sloupu

Leopoldovou snahou bylo učinit vídeňský dvůr co nejatraktivnějším, proto sám vytvořil ambiciózní stavební program. Vídeň se měla stát barokním městem. Výstavba nového schönbrunnského zámku, stejně jako Leopoldinské křídlo Hofburgu, jakož i základy barokní přestavby celého města jsou dílem Leopoldovým. Roku 1683 nechal ve Vídni vztyčit sloup Nejsvětější Trojice jako připomínku překonané morové rány. Součástí sloupu je také socha modlícího se Leopolda ve slavnostní zbroji, která se stala předlohou podobných pomníků na dalších místech.
Roku 1703 schválil založení Vídeňského Diaria, pozdějšího Wiener Zeitung. O rok později (1704) započaly práce na Linienwallu (lehké hradby a opevnění mezi předměstím a okolím kolem Vídně), na jehož místě je dnes trať městského rychlovlaku (ulic Wiener Gürtelu).
Leopold byl jazykově velmi nadaný. Vedle němčiny a latiny hovořil také španělsky a francouzsky. Jeho nejoblíbenějším jazykem však byla italština. Zajímal se o literaturu, vědu a historii. Na přímluvu dvorního knihovníka Petera Lambecka, založil sbírku knih, starožitností a mincí. Významně podporoval zakládání univerzit (Innsbruck, Olomouc či Vratislav). Rovněž také podporoval plány na založení Akademie pod vedením vědce a filosofa Gottfrieda Wilhelma Leibnize. K tomu však nedošlo. Roku 1692 ovšem byla založena akademie výtvarných umění. Stal se čestným předsedou po něm pojmenované přírodovědně-výzkumné společnosti Leopoldina. Také založil Collegium pro historii. Ovlivněn merkantilismem zval na svůj dvůr nejvýznamnější kameralisty. Nicméně na zavedení merkantilistických myšlenek v praxi nedošlo. Císař Leopold se také věnoval alchymii.

### Hudební tvorba
Císař Leopold I. byl velkým milovníkem hudby a také velmi nadaným skladatelem, sám hrál na několik nástrojů a dirigoval svůj komorní orchestr. Podporoval a sám pěstoval především italskou hudbu, zejména italskou operu. Přesto však jmenoval Johanna Heinricha Schmelzera jakožto prvního neitalského skladatele císařským dvorním kapelníkem. Také v literatuře hrála italština významnou roli, často s duchovními náměty. V roce 1659 nechal zřídit dvorní divadlo (Hoftheater), které bylo později několikrát obnovováno.
Je považován za velmi dobrého skladatele. Napsal přes 230 různých skladeb, od menších duchovních skladeb a oratorií přes balety až po německé zpěvohry (singspiely). Mezi hudebně velmi hodnotná díla patří například jeho skladby k oficiu za zemřelé, provozované ještě hluboko v 18. století. Mezi další skladby patří jeho sepolkra, z nichž nejznámější je Il Lutto dell’universo (Smutek světa) z roku 1688. Napsal ovšem také mnoho vynikající taneční hudby a spolupracoval na několika operách italského skladatele Antonia Draghiho, jednoho z nejpilnějších skladatelů – snad nejplodnějším skladatelem hudebně dramatických děl v dějinách (např. v Bratislavě nejméně 4 premiérované opery z let 1687/88 – Il marito ama più / Manžel miluje více, na které se císař také sám podílel).

## Potomci

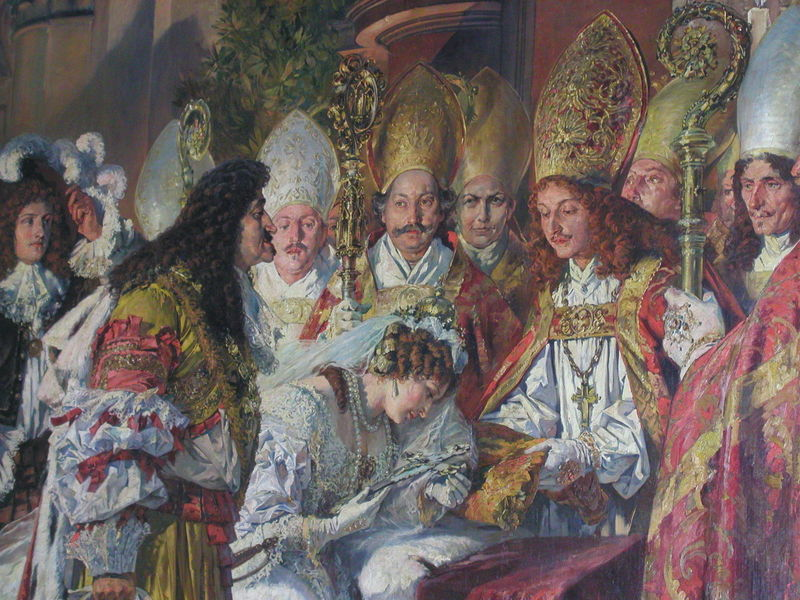
Svatba s Eleonorou Magdalenou

Leopold byl třikrát ženat a měl celkem 16 dětí, z nich ovšem jen 6 se dožilo dospělosti a 3 měly přeživší potomky.
Jeho první ženou se roku 1666 stala patnáctiletá Markéta Tereza Španělská (1651–1673), dcera španělského krále Filipa IV. a jeho manželky Marie Anny Habsburské, která byla zároveň jeho sestřenicí i neteří. Porodila mu čtyři děti:
- 1. Ferdinand Václav (1667–1668)
- 2. Marie Antonie (1669–1692) ∞ 1685 bavorský kurfiřt Max Emanuel, syn kurfiřta Ferdinanda Marii a jeho manželky Henrietty Adély
  - 3 děti, všechny zemřely v dětském věku
- 3. Jan Leopold (1670–1670)
- 4. Marie Anna Antonie (1672–1672)

Druhou manželkou se roku 1673 ve Vídni stala arcivévodkyně Klaudie Felicitas Tyrolská (1653–1676, sestřenice druhého stupně), dcera arcivévody Ferdinanda Karla a jeho manželky Anny. Z tohoto manželství se narodily dvě děti, které zemřely v dětském věku.
- Anna Marie Sofie (11. září 1674 – 22. prosince 1674)
- Marie Josefa Klementina (11. října 1675 – 11. července 1676)

Roku 1676 se Leopold ve Vídni oženil potřetí, s princeznou Eleonorou Magdalenou (1655–1720), dcerou falckého kurfiřta Filipa Viléma a jeho manželky Alžběty Amálie. Měl s ní 10 dětí, mezi nimi i dva následníky trůnu:
- 7. Josef I. (1678–1711), císař Svaté říše římské ∞ 1699 Amálie Vilemína, dcera brunšvického vévodského páru Jana Fridricha a Benedikty Falcké
  - 3 děti, z toho 2 dcery se dožily dospělosti a měly potomky
- 8. Kristýna (1679–1679), arcivévodkyně
- 9. Marie Alžběta (1680–1741), nizozemská místodržitelka; nevdala se a neměla děti
- 10. Leopold Josef (1682–1684), arcivévoda
- 11. Marie Anna Josefa (1683–1754) ∞ 1708 portugalský král Jan V., syn krále Petra II. a jeho druhé manželky Marie Sofie Falcké
  - 7 dětí
- 12. Marie Terezie (22. 8. 1684 Vídeň – 28. 9. 1696 zámek Ebersdorf, dnes Vídeň), arcivévodkyně
- 13. Karel (III.) VI. (1685–1740), císař Svaté říše římské ∞ 1708 Alžběta Kristýna Brunšvicko-Wolfenbüttelská, dcera brunšvického vévodského páru Ludvíka Rudolfa a Kristýny Luisy Öttingenské
  - ze 4 dětí se dožily dospělosti jen 2 dcery, mezi nimi Marie Terezie – absencí mužského následníka vymřel roku 1740 rod Habsburků po meči a vypukly války o dědictví rakouské
- 14. Marie Josefa (6. 3. 1687 Vídeň – 14. 4. 1703 Vídeň), arcivévodkyně
- 15. Marie Magdalena (26. 3. 1689 Vídeň – 1. 5. 1743 Vídeň), arcivévodkyně; nevdala se a neměla děti
- 16. Marie Markéta (1690–1691), arcivévodkyně

## Vývod z předků
|            |                           |  |          |                          |  |  |  |  |  |  |  | Ferdinand I. Habsburský |
|            |                           |  |          |                          |  |  |  |  |  |  |  |                         |
|            | Karel II. Štýrský         |  |          |                          |  |  |  |  |  |  |  |                         |
|            |                           |  |          |                          |  |  |  |  |  |  |  |                         |
|            |                           |  |          | Anna Jagellonská         |  |  |  |  |  |  |  |                         |
|            |                           |  |          |                          |  |  |  |  |  |  |  |                         |
|            | Ferdinand II. Štýrský     |  |          |                          |  |  |  |  |  |  |  |                         |
|            |                           |  |          |                          |  |  |  |  |  |  |  |                         |
|            |                           |  |          | Albrecht V. Bavorský     |  |  |  |  |  |  |  |                         |
|            |                           |  |          |                          |  |  |  |  |  |  |  |                         |
|            | Maria Anna Bavorská       |  |          |                          |  |  |  |  |  |  |  |                         |
|            |                           |  |          |                          |  |  |  |  |  |  |  |                         |
|            |                           |  |          | Anna Habsburská          |  |  |  |  |  |  |  |                         |
|            |                           |  |          |                          |  |  |  |  |  |  |  |                         |
|            | Ferdinand III. Habsburský |  |          |                          |  |  |  |  |  |  |  |                         |
|            |                           |  |          |                          |  |  |  |  |  |  |  |                         |
|            |                           |  |          | Albrecht V. Bavorský     |  |  |  |  |  |  |  |                         |
|            |                           |  |          |                          |  |  |  |  |  |  |  |                         |
|            | Vilém V. Bavorský         |  |          |                          |  |  |  |  |  |  |  |                         |
|            |                           |  |          |                          |  |  |  |  |  |  |  |                         |
|            |                           |  |          | Anna Habsburská          |  |  |  |  |  |  |  |                         |
|            |                           |  |          |                          |  |  |  |  |  |  |  |                         |
|            | Marie Anna Bavorská       |  |          |                          |  |  |  |  |  |  |  |                         |
|            |                           |  |          |                          |  |  |  |  |  |  |  |                         |
|            |                           |  |          | František I. Lotrinský   |  |  |  |  |  |  |  |                         |
|            |                           |  |          |                          |  |  |  |  |  |  |  |                         |
|            | Renata Lotrinská          |  |          |                          |  |  |  |  |  |  |  |                         |
|            |                           |  |          |                          |  |  |  |  |  |  |  |                         |
|            |                           |  |          | Kristina Dánská          |  |  |  |  |  |  |  |                         |
|            |                           |  |          |                          |  |  |  |  |  |  |  |                         |
| Leopold I. |                           |  |          |                          |  |  |  |  |  |  |  |                         |
|            |                           |  |          |                          |  |  |  |  |  |  |  |                         |
|            |                           |  | Karel V. |                          |  |  |  |  |  |  |  |                         |
|            |                           |  |          |                          |  |  |  |  |  |  |  |                         |
|            | Filip II.                 |  |          |                          |  |  |  |  |  |  |  |                         |
|            |                           |  |          |                          |  |  |  |  |  |  |  |                         |
|            |                           |  |          | Isabela Portugalská      |  |  |  |  |  |  |  |                         |
|            |                           |  |          |                          |  |  |  |  |  |  |  |                         |
|            | Filip III.                |  |          |                          |  |  |  |  |  |  |  |                         |
|            |                           |  |          |                          |  |  |  |  |  |  |  |                         |
|            |                           |  |          | Maxmilián II. Habsburský |  |  |  |  |  |  |  |                         |
|            |                           |  |          |                          |  |  |  |  |  |  |  |                         |
|            | Anna Habsburská           |  |          |                          |  |  |  |  |  |  |  |                         |
|            |                           |  |          |                          |  |  |  |  |  |  |  |                         |
|            |                           |  |          | Marie Španělská          |  |  |  |  |  |  |  |                         |
|            |                           |  |          |                          |  |  |  |  |  |  |  |                         |
|            | Marie Anna Španělská      |  |          |                          |  |  |  |  |  |  |  |                         |
|            |                           |  |          |                          |  |  |  |  |  |  |  |                         |
|            |                           |  |          | Ferdinand I. Habsburský  |  |  |  |  |  |  |  |                         |
|            |                           |  |          |                          |  |  |  |  |  |  |  |                         |
|            | Karel II. Štýrský         |  |          |                          |  |  |  |  |  |  |  |                         |
|            |                           |  |          |                          |  |  |  |  |  |  |  |                         |
|            |                           |  |          | Anna Jagellonská         |  |  |  |  |  |  |  |                         |
|            |                           |  |          |                          |  |  |  |  |  |  |  |                         |
|            | Markéta Habsburská        |  |          |                          |  |  |  |  |  |  |  |                         |
|            |                           |  |          |                          |  |  |  |  |  |  |  |                         |
|            |                           |  |          | Albrecht V. Bavorský     |  |  |  |  |  |  |  |                         |
|            |                           |  |          |                          |  |  |  |  |  |  |  |                         |
|            | Marie Anna Bavorská       |  |          |                          |  |  |  |  |  |  |  |                         |
|            |                           |  |          |                          |  |  |  |  |  |  |  |                         |
|            |                           |  |          | Anna Habsburská          |  |  |  |  |  |  |  |                         |
|            |                           |  |          |                          |  |  |  |  |  |  |  |                         |